# Coupe nordique de futsal 2021
Navigation
Édition précédente 2022
La Coupe nordique de futsal 2021 est la septième édition de la Coupe nordique de futsal qui a lieu en Suède dans la ville de Karlskrona, un tournoi international de football pour les États des Pays nordiques affiliées à la FIFA organisée par l'UEFA. Pour la première fois la Finlande ne fera pas partie du tournoi.

## Participants

Norvège
Suède
Danemark
Groenland

## Classements et résultats
| Équipe    | J | V | N | D | BM | BE | DB | Pts |
| --------- | - | - | - | - | -- | -- | -- | --- |
| Norvège   | 3 | 2 | 1 | 0 | 10 | 5  | +5 | 7   |
| Suède     | 3 | 1 | 1 | 1 | 11 | 6  | +5 | 4   |
| Danemark  | 3 | 1 | 1 | 1 | 10 | 11 | -1 | 4   |
| Groenland | 3 | 0 | 1 | 2 | 7  | 16 | -9 | 1   |

| 15 décembre 2021 | Danemark                        | 1 - 5 | Norvège                                                                                              | Brinova Arena, Karlskrona, Suède |  |
|                  | Mads Falck Theilland Larsen 34e |       | 6e Tobias Schjetne · 14e Kenneth Rakvaag · 22e Christopher Moen · 36e Sindre Welo · 40e Petter Høvik |                                  |  |
|                  | (Rapport)                       |       | |                                  |  |

| 15 décembre 2021 | Groenland       | 1 - 7 | Suède | Brinova Arena, Karlskrona, Suède |  |
|                  | Katu Madsen 36e |       | 3e 14e Flamur Tahiri · 11e Petrit Zhubi · 19e Noraldin Azizi · 19e Adnan Cirak · 30e Jonathan Rasch · 38e Fehim Smajlovic |                                  |  |
|                  | (Rapport)       |       | |                                  |  |

| 16 décembre 2021 | Norvège                                    | 2 - 2 | Groenland                                     | Brinova Arena, Karlskrona, Suède |  |
|                  | Adrian Pedersen 17e · Christopher Moen 39e |       | 1re Patrick Frederiksen · 8e Lars Erik Reimer |                                  |  |
|                  | (Rapport)                                  |       |                                               |                                  |  |

| 16 décembre 2021 | Suède                                     | 2 - 2 | Danemark                                      | Brinova Arena, Karlskrona, Suède |  |
|                  | Haidar Bejan 36e · Fredrik Söderqvist 37e |       | 26e Arfanullah Habibi · 39e Christoffer Haagh |                                  |  |
|                  | (Rapport)                                 |       |                                               |                                  |  |

| 18 décembre 2021 | Suède                                     | 2 - 3 | Norvège                                                      | Brinova Arena, Karlskrona, Suède |  |
|                  | Fehim Smajlovic 18e · Liridon Makolli 30e |       | 8e Lars Røttingsnes · 22e Oskar Andreassen · 23e Sindre Welo |                                  |  |
|                  | (Rapport)                                 |       |                                                              |                                  |  |

| 18 décembre 2021 | Danemark                                                                                                   | 7 - 4 | Groenland                                                                       | Brinova Arena, Karlskrona, Suède |  |
|                  | Emil Scott Rasmussen 8e 30e 38e · Zakaria El-Ouaz 19e · Christopher Haagh 39e · Mads Falck 39e · 39e (csc) |       | 3e John-Ludvig Broberg · 10e 32e Lars Erik Reimer · 39e Karsten Møller Andersen |                                  |  |
|                  | (Rapport)                                                                                                  |       |                                                                                 |                                  |  |

## Meilleurs buteurs
3 buts
- Lars Erik Reimer
- Emil Scott Rasmussen

2 buts
- Flamur Tahiri
- Fehim Smajlovic
- Christopher Moen
- Sindre Welo
- Mads Falck Theilland
- Christoffer Haagh

1 but
- Katu Madsen
- Patrick Frederiksen
- John-Ludvig Broberg
- Karsten Møller Andersen
- Arfanullah Habibi
- Zakaria El-Ouaz
- Petrit Zhubi
- Noraldin Azizi
- Adnan Cirak
- Jonathan Rasch
- Liridon Makolli
- Haidar Bejan
- Fredrik Söderqvist
- Tobias Schjetne
- Kenneth Rakvaag
- Lars Røttingsnes
- Oskar Andreassen
- Petter Høvik
- Okänd spelare

1 but contre son camp   (csc)
- Självmål (face au Groenland)